# I-7
I-7 — підводний човен Імперського флоту Японії, який брав участь у Другій світовій війні.

## Передвоєнна історія
Корабель, який спорудили у 1937 році на корабельні ВМФ у Куре, став першим представником типу J3 (він же клас I-7). Останній створили на основі розвитку типу J2 (I-6) з урахуванням вдалих рішень суттєво меншого типу Kaidai V (I-165).
Тип J3 виявився ще більшим за попередника, при цьому завдяки встановленню потужніших дизелів його надводна швидкість зросла на 3 вузли та досягнула 23 вузлів. Також значно зросла глибина занурення — з 80 до 100 метрів. Як і попередній тип, J3 ніс на борту катапульту та ангар із розвідувальним гідролітаком. Останній належав до нового типу Watanabe E9W1 «Слім» (пройшов випробування на І-6 у 1936-му, коли І-7 ще був на етапі будівництва). Кількість торпедних апаратів для J3 залишилась такою самою — шість, проте всі їх зібрали в носовій частині. Водночас вирішили посилити артилерійське озброєння, яке тепер мало дві 140-мм палубні гармати.
Також можливо відзначити, що J3 став прототипом для найбільш масових японських крейсерських човнів часів Другої світової війни — типів А, В та С.

## Перший похід
На момент вступу Японії у Другу світову війну I-7 належав до 8-ї дивізії підводних човнів. 16 листопада 1941-го човен полишив Японію, маючи на борту гідролітак Watanabe E9W1. 7 грудня корабель перебував у районі північніше від острова Оаху, а 16 грудня його літак здійснив розвідувальний політ над Перл-Гарбором. Після приземлення літак полишили, а обидва пілоти добрались до I-7 уплав. Після цього човен перейшов у район на південь від Оаху, де 1 січня 1942-го помітив крейсер у супроводі есмінців та провів невдалу торпедну атаку (також безрезультатною виявилась і проведена проти I-7 контратака глибинними бомбами). 9 січня 1942-го I-7 взяв участь у безрезультатному полюванні на авіаносець «Лексінгтон», а 22 січня завершив похід на Маршаллових островах на атолі Кваджелейн (до середини 1942-го активно використовувався як база підводних сил Імперського флоту). 24 січня — 2 лютого човен пройшов звідси до Японії.

## Другий похід
11 лютого 1942-го I-7 вирушив до Нідерландської Ост-Індії та 21 лютого прибув до затоки Старінг-Бей (південно-східний півострів острова Целебес). 23 лютого він рушив звідси із завданням вийти для патрулювання в Індійський океан. 4 березня за чотири з половиною сотні кілометрів на північний захід від острова Кокос (тисяча кілометрів від узбережжя Суматри) човен потопив артилерією нідерландське судно Merkus (865 GRT), яке прямувало з вантажем гуми з Яви до Коломбо. 9 березня I-7 прибув до Пенангу на західному узбережжі півострова Малакка (тут японці облаштували базу підводних сил, з якої провадитимуть операції наступні кілька років).
28 березня 1942-го човен знову вийшов у море із завданням провести розвідку портів Цейлону перед атаками ударного авіаносного з'єднання, для чого на борту знову був гідролітак Watanabe E9W1. 1 квітня I-7 в районі Цейлону був атакований патрульним літаючим човном «Catalina». Хоча бомби з останнього не влучили в ціль, проте тієї ж доби з японського корабля спостерігали кілька малих патрульних кораблів. Враховуючи, що ворогу став відомий район перебування субмарини, командир I-7 вирішив відмовитись від запланованої на 3 квітня повітряної розвідки, проте й далі передавав необхідні для рейду метеозведення. 3 квітня за вісім з половиною сотень кілометрів на південний захід від Коломбо човен поцілив торпедами, а потім добив артилерією британське судно Glenshiel (9415 GRT), яке прямувало з Бомбею до австралійського Фрімантлу з генеральним вантажем. 15 квітня I-7 завершив поход у Сінгапурі, а 21 квітня — 1 травня 1942-го здійснив перехід до Йокосуки, де став на ремонт.

## Третій похід
11 червня 1942-го I-7 вийшов з Йокосуки та рушив для бойового патрулювання в районі східних Алеутських островів (за кілька діб до того японці захопили два острови на заході цього архіпелагу — Киску та Атту). 14 липня вже неподалік узбережжя Аляски (за чотири сотні кілометрів на південний захід біля острова Кадьяк) човен потопив транспорт USAT Arcata (2722 GRT), який прямував до Сіеттлу. 1 серпня I-7 повернувся до Йокосуки, де став на черговий ремонт.

## Четвертий похід
8—15 вересня 1942-го I-7 перейшов з Йокосуки на атол Трук у центральній частині Каролінських островів (тут ще до війни створили головну базу японського ВМФ у Океанії), а 17 вересня вирушив для бойового патрулювання в районі на південний-схід від острова Сан-Крістобаль. На той час у регіоні вже більш як місяць тривала важка битва за Гуадалканал і японське командування тримало значні сили підводного флоту на підступах до східних Соломонових островів. 13 жовтня літак з I-7 провів розвідувальний політ над Еспіриту-Санто (острів у архіпелазі Нові Гебриди, де була головна передова база союзних сил, що вели битву на Соломонових островах), а 14 та 23 жовтня човен обстріляв Еспіриту-Санто зі своєї палубної гармати, використавши 17 та 6 снарядів відповідно.
31 жовтня на I-7 дістали наказ повторити повітряну розвідку, проте літак зазнав пошкоджень і операцію довелось скасувати. 7 листопада I-7 рекогносцирував Еспіриту-Санто через перископ, після чого попрямував на базу. Під час зворотного переходу човен 10 листопада рекогносцирував у перископ острів Ндені, а 11 листопада зміг запустити літак та провести розвідку острова Ванікоро (як і Ндені, належить до архіпелагу Санта-Круз). 18 листопада I-7 завершив похід на Труці, а 24 листопада — 1 грудня пройшов до Йокосуки.

## Нові операції в північній зоні
Навесні 1943-го човен виконував завдання в районі Алеутських островів, де японські гарнізони потрапили у блокаду. 21 квітня I-7 вийшов у море з вантажем продовольства та амуніції, 1 та 4 травня відвідав Киску та Атту, після чого пройшов через Парамушир (Курильські острови) назад у Йокосуку, куди прибув 12 травня.
Тим часом американці почали операцію для заволодіння Атту й 14 травня 1943-го I-7 знову вирушив до цього острова з вантажем припасів. Втім, у підсумку човен перенаправили до Киски, де 26 травня він вивантажив 6 тонн продовольства та амуніції та прийняв на борт 60 пасажирів. 1 червня човен прибув на Парамушир. 4—13 червня I-7 здійснив новий рейс до Киски, де 8 числа вивантажив 34 тонни припасів та прийняв для евакуації 101 пасажира.
15 червня 1943-го човен рушив у черговий рейс до Киски. Надвечір 20 червня в умовах сильного туману I-7 наблизився до острова в надводному положенні. Втім, його виявив за допомогою радара есмінець «Монаган», який на момент першого контакту перебував на дистанції близько 12,5 км. Есмінець наблизився та з відстані меншої за два кілометри відкрив артилерійський вогонь, так само базуючись на даних радара. На японському підводному човні віддали наказ на занурення, проте в цей час бойову рубку уразили два снаряди, загинули кілька моряків і серед них командир I-7. Офіцер, який прийняв командування, скасував занурення, після чого з I-7 відкрили вогонь із палубних гармат та встигли випустити три десятки снарядів. Тим часом човен уже мав крен через надходження води до однієї з баластних цистерн, клапан якої забули зачинити, а потім сів на мілину біля узбережжя Киски. За кілька годин екіпаж зміг встановити контакт із наземними військами і до нього вислали два десантні плашкоути, що мали зняти вантаж.
Первісно планувалось, що моряки теж полишать корабель, проте в підсумку ухвалили рішення спробувати повернутись на базу в надводному положенні (пробоїни в бойовій рубці заварили за допомогою доставленого з берега апарата, проте занурюватись I-7 не міг). Опівночі 22 червня I-7 полишив Киску, а вже за пів години його знову виявив радар «Монаган». Після зближення есмінець відкрив вогонь і знову уразив бойову рубку субмарини. I-7 вів вогонь у відповідь (у цьому бою з човна випустили сім десятків снарядів, причому обслугу гармат тричі довелось замінювати) та попри нові пошкодження удруге зміг викинутись на мілину («Монаган» в якийсь момент припинив переслідування через небезпечне наближення до рифів). Далі корпус I-7 переважно пішов під воду, з якої стирчало лише близько 15 метрів носової частини.
Вранці 22 червня десантний плашкоут зняв з I-7 43 моряки (один з них пізніше помер від поранень), тоді як 87 членів екіпажу вже загинули. 23 червня японці підірвали носову частину за допомогою вибухових зарядів, проте їм не вдалося зняти кодові книги, доступ до яких виявився заблокованим під час посадки човна на риф.
Наприкінці серпня американці зайняли Киску (японський гарнізон зняли звідси наприкінці липня), після чого 7 вересня 1943-го сюди прибуло рятувальне судно USS Florikan, водолази якого обстежували рештки ворожого корабля протягом місяця та змогли зняти з нього важливі документи.

## Бойовий рахунок
| Дата       | Назва       | Тип      | Тоннаж | Місце            |
| 04.03.1942 | Merkus      | вантажне | 865    | 8°40'S 94°30'E   |
| 03.04.1942 | Glenshiel   | вантажне | 9415   | 0°48'S 78°33'E   |
| 14.07.1942 | USAT Arcata |          | 2722   | 53°41'N 157°45'W |